# 松田隆美
松田 隆美（まつだ たかみ、男性、1958年 - ）は、日本の英文学者。慶應義塾大学文学部教授。

## 略歴
1979年国際基督教大学卒業。1982年慶應義塾大学大学院文学研究科修士課程修了、1986年同博士課程単位取得退学。1991年ヨーク大学大学院博士課程修了、1995年文学博士。
1986年慶大文学部助手、1990年助教授、1998年教授。

## 著書
- 『ヴィジュアル・リーディング 西洋中世におけるテクストとパラテクスト』ありな書房 2010
- 『煉獄と地獄　ヨーロッパ中世文学と一般信徒の死生観』ぷねうま舎 2017
- 『チョーサー『カンタベリー物語』　ジャンルをめぐる冒険』世界を読み解く一冊の本：慶應義塾大学出版会 2019

### 共編著
- 『イギリス中世・チューダー朝演劇事典』編 石井美樹子、黒川樟枝,中村哲子,米村泰明,奥田宏子共著　慶應義塾大学出版会 1998
- 『こころのかたち 東西文献資料に見られる心性の表象』吉武憲司,和泉雅人,佐藤道生共編著　慶應義塾大学出版会 2005
- 『中世イギリス文学入門 研究と文献案内』高宮利行共編　雄松堂出版 2008
- 『中世主義を超えて イギリス中世の発明と受容』原田範行・高橋勇共編著　慶應義塾大学出版会 2009
- 『ロンドン物語 メトロポリスを巡るイギリス文学の700年』河内恵子共編　慶應義塾大学出版会 2011
- 『貴重書の挿絵とパラテクスト』編　慶應義塾大学出版会 2012
- 『書物の来歴、読者の役割』編　慶應義塾大学出版会 2013
- 『世界を読み解く一冊の本』徳永聡子共編 慶應義塾大学出版会 2014
- 『叡智のアルストピア　オリエントから、そしてすべては、イタリアへ　イタリア美術叢書6〈知〉の環流』伊藤博明責任編集 ありな書房 2022
- 『中世ヨーロッパの「伝統」　テクストの生成と運動』慶應義塾大学言語文化研究所 2022

### 翻訳
- クリストファー・ブルック『中世社会の構造』法政大学出版局　りぶらりあ選書 1990
- ニコラス・バーカー/大英図書館専門スタッフ『大英図書館 秘蔵コレクションとその歴史』原田範行,高橋宣也,伊藤尽共訳　ミュージアム図書 1996